# کنجوران سفلی
کنجوران سفلی، روستایی از توابع بخش قلقل‌رود شهرستان تویسرکان در استان همدان ایران است.

## جمعیت
این روستا در دهستان میان رود قرار دارد و براساس سرشماری مرکز آمار ایران در سال ۱۳۹۵، جمعیت آن ۴۱۴ نفر (۱۳۷ خانوار) بوده‌است.